# Wilcoxius acutulus
Wilcoxius acutulus là một loài ruồi trong họ Asilidae. Wilcoxius acutulus được Martin miêu tả năm 1975. Loài này phân bố ở vùng Tân nhiệt đới.